# カザーペ
カザーペ（伊: Casape）は、イタリア共和国ラツィオ州ローマ県にある、人口約600人の基礎自治体（コムーネ）。

## 地理

### 位置・広がり
ローマ県東部のコムーネ。

#### 隣接コムーネ
隣接するコムーネは以下の通り。
- カプラーニカ・プレネスティーナ
- ポーリ
- サン・グレゴーリオ・ダ・サッソラ

### 気候分類・地震分類
カザーペにおけるイタリアの気候分類 (it) および度日は、zona E, 2189 GGである。
また、イタリアの地震リスク階級 (it) では、zona 2B (sismicità media) に分類される。

## 行政

### 山岳部共同体
広域行政組織である山岳部共同体 Comunità montana dei Monti Sabini, Tiburtini, Cornicolani e Prenestini  (it) に属する。